# Alfred Defossez
Pour les articles homonymes, voir Defossez.
Alfred Defossez, appelé également Freddy Defossez, est un peintre et lithographe français né le 11 novembre 1932 à Paris.

## Biographie
Commençant à peindre à l'âge de quinze ans, Alfred Defossez suit durant quatre années les cours de l'Académie Julian à Paris, y ayant notamment pour maître Pierre Jérôme, puis entre à l'École nationale supérieure des beaux-arts en 1956 pour être l'élève de Roger Chapelain-Midy, Pierre-Henri Ducos de La Haille et Boris Taslitzky. Il est sélectionné pour le prix de la Jeune Peinture en 1957.
Alfred Defossez évoque « la lumière de l'été » comme source d'inspiration majeure de son œuvre et aime à ce propos citer Arthur Rimbaud pour énoncer sa perception de « la campagne traversée par des bandes de musique rare ».
Il vécut au 18, rue des Plantes dans le 14e arrondissement de Paris avant de s'installer à Seillans (Var).

## Expositions

### Expositions personnelles
- Galerie Antipoète, Paris, 1956, 1964.
- Galerie Verzotti, Paris, 1962.
- Galerie La Jolla, Los Angeles, 1965.
- Université Stanford, Talaka Lake.
- Galerie de Paris, Paris, 1968, 1973, 1975, 1977.
- Manoir du Mad, Metz, 1973.
- Galerie Vaccatino, Florence, 1974.
- Galerie du Fleuve, Bordeaux, 1974, 1975, 1977.
- Galerie Kappa, Lille, 1976.
- Galerie de l'Orangerie, Nantes, 1976, 1978.
- Galerie Jacques Boulan, Paris, 1978.
- Galerie L'Ami des lettres, Bordeaux, 1979, 1982.
- Galerie Siete, Caracas, 1979.
- Galerie d'art de la place Beauvau, Paris, 1980, 1981, 1982.
- Galerie Guigné, Paris, 1981, juin-juillet 1988 (Alfred Defossez - Paris-sur-Seine)[3], 1989, 1994.
- Galerie Nettis, Le Touquet, 1981[4], 1983.
- Galerie Schèmes, Lille, 1982.
- Galerie du Carlton, Cannes, 1984.
- Galerie Alma George-V Drouant International, Paris, 1985.
- Musée de Saint-Dié, 1986.
- Galerie Voyage de l'œil, Annecy, 1987.
- Galerie Moyon-Avenard, Nantes, 1991.
- Galerie de l'Europe, Nice, mai-juin 1992.
- Cimaise d'Or, Metz, 1994.
- Galerie Gantois, Cannes, 1994, 2011.
- Galerie Drouant International, Paris, avril-mai 1996.
- Galerie de l'Ermitage, Le Touquet, octobre-novembre 1996.
- Galerie Carrier, Pau, 1996.
- Galerie Jean-Pierre Joubert, Paris, novembre-décembre 2000.
- Alfred Defossez - Rétrospective, chapelle du couvent, Seillans, 2003.
- Galerie Les artistes témoins, Nancy, 2013.
- Galerie de l'Hôtel de Saulx, Beaune, juillet-septembre 2016.

### Expositions collectives
- Galerie Raspail, Paris, 1958.
- Musée d'art moderne de la ville de Paris, 1958, 1959.
- Thomas Jefferson Gallery, Los Angeles, 1965.
- Galerie de la Méditerranée, Cannes, 1966.
- Galerie La Jolla, Los Angeles, 1967.
- Galerie de Paris, Paris, 1967.
- Salon de Montrouge, 1968.
- 9e Exposition d'art international, Paris, 1968.
- Salon Terres latines, Musée d'art moderne de la ville de Paris, 1969.
- Château de la Jansonne, 1971.
- Forum Art Gallery, Monaco, 1975, 1977.
- Château de la Bertrandière, Saint-Étienne, 1976.
- Exposition d'art graphique, Galerie Barault, Le Mans, 1977.
- Château des Hayes, Brion, 1979.
- Galerie Jean Marbach, Mulhouse, 1980, 1981.
- École de Paris, Galerie Présences, Bruxelles, 1981, Tokyo, Saint-Denis de la Réunion, Libreville, 1982..
- Hôtel de France, Auch, 1981.
- Galerie L'Empreinte, Bruxelles, 1981.
- Galerie Simon-Chaput, Les Sables-d'Olonne, 1981.
- Galerie La Pastorale, Saint-Cyprien, 1981.
- Galerie Ariane, La Baule, 1981.
- Galerie les Îles d'or, Hyères, 1981.
- Galerie Schmitt, Metz, 1981.
- Art en Yvelines - Douze paysages des Yvelines : Paul Ambille, Michèle Battut, Jacques Bouyssou, Alfred Defossez, Bernard Piga, Viko, Orangerie du château de Versailles, septembre-octobre 1982.
- Musée de Saint-Dié-des-Vosges, 1986.
- Aspects de la peinture contemporaine, Fort-de-France, 1987.
- Vision Nouvelle, Tokyo, Kyoto, Paris, New York, 1988.
- Vision Nouvelle, Tokyo, 1991.
- De Bonnard à Baselitz, dix ans d'enrichissements du cabinet des estampes, Bibliothèque nationale de France, 1992[5].

## Citations

### Dits d'Alfred Defossez
- « Il faut tout donner dans un dessin , le dessin doit satisfaire autant qu'une peinture, car c'est l'écriture même du peintre. » - Alfred Defossez[1]

### Réception critique
- « Dans la peinture de Defossez, priorité à la forme, mais à la forme comme un jamais achevé, comme un élémentaire. Il a l'art des volumes en à-plats, pratique le cube et l'arrondi, la verticale et l'horizontale, mais échappe au formalisme austère des théories cubistes. Il décompose, dé-perspective, géométrise aussi, mais sans système. Dans sa peinture, le dialogue du figuratif et de l'abstraction est demeuré ininterrompu. Des femmes possibles se désirent, nonchalantes, derrière l'éclatement kaléidoscopique des bouquets aux douceurs anguleuses. Ses bleus, ses jaunes soupirent lèvres à lèvres dans un vert incomparable de nuances où les mauves et les roses se lovent. Quelque part sur la toile, sous un ciel absolu, contrastant admirablement avec la géométrie du paysage, l'attention se brouille dans le végétal qui toujours se flouifie nuageusement. » - Jean-Pierre Chopin[4]
- « Son graphisme est celui d'un graveur : sensible, prompt à faire valoir les clairs-obscurs. Ses dessins témoignent d'un métier raffiné, puissant et souple à la fois. Toujours, dans son œuvre, cohabitent des personnages qui reflètent du fantastique et des nus, des portraits qui, eux, s'inscrivent dans la plus pure tradition classique. S'il représente en dessin des paysages, Defossez excelle à rendre, par des orbes, les arbres qu'l dessine au trait, à la plume… Chez lui, le dessin correspond à une pellicule ultra-sensible qui, une fois enclenchée, reproduit très rapidement ce qu'elle a saisi d'un être, ou d'un mouvement (le sport, les courses notamment, le cheval font partie inhérente de sa thématique. De la même manière qu'un dessin spontané et très sensible, Defossez estime que l'artiste doit se laisser porter, quitte ensuite à reprendre ce premier jet à la plume, pour aller plus loin… Avec une telle exigence envers soi-même, il est normal que Defossez puisse trouver place à côté de maîtres tels que Marcel Gromaire et Jacques Villon. » - Bertrand Duplessis[1]
- « Paysages, scènes de courses, vues de Paris, l'artiste synthétise l'ambiance et la lumière de ses sujets en couleurs froides et géométrise de manière assez systématique le paysage en lignes essentielles. » - Gérald Schurr[6]
- « Dans un style très elliptique, il supprime tout détail, réduit les éléments de ses compositions à leur plus simple structure. Cette austérité de la forme est toutefois compensée par des indications colorées qui revivifient la réalité figurée. » - Dictionnaire Bénézit[7]
- « cette fameuse liberté chromatique, qu'il discipline et relâche tour à tour, lui permet de structurer une certaine géométrie du paysage et une modulation spontanée de la touche. Il obtient une sonorité assourdie de la couleur, une effusion contrastée, dont les éléments de différenciation contribuent à un côte à côte de transparences, de flous translucides, de contours estompés, dans une gamme de demi-teintes où jouent avec subtilité des nuances de gris, de rose, de blanc dégradé ou magnifié, avec des tons de pastel, de rouge et de jaune, de vert, de brun et d'or d'où jaillissent des silhouettes longilignes qui font penser aux tapisseries de Bernard Cathelin. Il a une prédilection pour les grands ciels sans nuage, trait de nuit ou d'aurore, tendu à la limite de l'horizon, où il perçoit ces bandes de musique rare[2] qu'il recueille comme un trésor dispersé. » - Camille Sautet[8]

## Récompenses et distinctions
- Premier prix du Salon de Montrouge en 1968.
- Lauréat du prix international du Gemmail à Tours en 1974[1].

## Collections publiques

### France
- Paris, département des estampes et de la photographie de la Bibliothèque nationale de France : Nature morte au citron, lithographie, Éditions Galerie de Paris, 1980[5].

### Israël
- Tel Aviv, musée d'Art de Tel Aviv.